# Szlovák női vízilabda-válogatott
A szlovák női vízilabda-válogatott Szlovákia nemzeti csapata, melyet a Szlovák Vízilabda-szövetség irányít. 
Szlovákiában a női vízilabda nem számít sikersportágnak, eddigi legjobb eredményük egy 8. hely a 2020-as budapesti Európa-bajnokságról.

## Eredmények

### Európa-bajnokság
- 1993 – 12. hely
- 2020 – 8. hely
- 2022 – 12. hely
- 2024 – 15. hely